# Tachyempis
Tachyempis is een geslacht van insecten uit de familie van de dansvliegen (Empididae), die tot de orde tweevleugeligen (Diptera) behoort.

## Soorten
- T. agens (Melander, 1910)
- T. calva (Melander, 1910)
- T. cinerea Melander, 1928
- T. longipennis Melander, 1958
- T. nervosa Melander, 1928
- T. universalis (Melander, 1910)